# Drei Männer und ein Baby
Drei Männer und ein Baby ist ein französischer Film der Regisseurin Coline Serreau, die auch das Drehbuch schrieb, aus dem Jahr 1985.

## Handlung
Drei Junggesellen, die zusammen als Wohngemeinschaft in einer großen Wohnung in Paris leben, finden eines Morgens ein Baby vor ihrer Wohnungstür. Es handelt sich, wie sich anhand eines beigelegten Zettels herausstellt, um Marie, die Tochter des WG-Bewohners Jacques, von deren Existenz er bislang nichts wusste. Da die Mutter des Babys, wie sie auf dem Zettel mitteilt, wegen beruflicher Belastung sich für eine Weile nicht um ihr Kind kümmern kann, geraten die drei Männer unfreiwillig in die Lage, einem Baby die Mutter ersetzen zu müssen.

## Kritiken
„Heitere Charakter- und Sittenkomödie, hinter deren vordergründigem Witz Einsichten über tradiertes Rollenverständnis zwischen den Geschlechtern deutlich werden.“

## Fortsetzung
2003 kam die Fortsetzung 18 Jahre später (18 ans après), die ebenfalls von Coline Serreau realisiert wurde, in die Kinos. Die Hauptrollen spielten erneut Roland Giraud, Michel Boujenah und André Dussollier.

## Auszeichnungen
Bei der Oscarverleihung 1986 war Drei Männer und ein Baby in der Kategorie Fremdsprachiger Film nominiert. Im selben Jahr wurde der Film mit drei Césars in den Kategorien bester Film, bester Nebendarsteller (Michel Boujenah) und bestes Drehbuch geehrt.

## Neuverfilmung
1987 drehte Leonard Nimoy eine Neuverfilmung mit Tom Selleck, Ted Danson und Steve Guttenberg in den Hauptrollen, die in Deutschland unter dem Titel Noch drei Männer, noch ein Baby in die Kinos kam. Der Film erwies sich an den Kinokassen als so erfolgreich, dass 1990 noch eine Fortsetzung folgte: Drei Männer und eine kleine Lady.